# 砖庙站
砖庙站是位于湖北省襄阳市宜城市小河镇砖庙的一个已撤销铁路车站，邮政编码441401。车站建于1970年，有焦柳铁路经过该站，仅办理货运业务，不办理客运业务。车站距离月山站532公里，隶属武汉铁路局，是四等站，本站及相邻上下行区间均为电气化区段。